# Scherlowaja Gora
Scherlowaja Gora (russisch Шерловая Гора) ist eine Siedlung städtischen Typs in der Region Transbaikalien (Russland) mit 12.489 Einwohnern (Stand 14. Oktober 2010).

## Geographie
Die Siedlung liegt in den bergigen Steppen des südlichen Dauriens, am Nordrand des vom Fluss Borsja gebildeten breiten Tals nördlich des Nertschagebirges, etwa 380 Kilometer südöstlich der Regionshauptstadt Tschita. Südlich des Ortes liegt der Salzsee Charanor.
Die Siedlung Scherlowaja Gora gehört zum Rajon Borsja, dessen Verwaltungszentrums, die Stadt Borsja, knapp 20 Kilometer in südöstlicher Richtung entfernt liegt.
Scherlowaja Gora besteht aus mehreren, in einigen Kilometer Entfernung voneinander liegenden Ortsteilen: dem eigentlichen Ort Scherlowaja Gora am Fuße des namensgebenden Berges, dem nordöstlich davon gelegenen Scherlowaja 1 (früher Charanor) sowie der Siedlung bei der Bahnstation Scherlowaja (Possjolok pri stanzii Scherlowaja).

## Geschichte
Als Gründungsjahr gilt 1723, als der Kosake Iwan Gurkow hier Edelsteine (Topas und Aquamarin) fand. Das Sankt Petersburger Bergkollegium ordnete an: „Ihm sind für diese Entdeckung zur Belohnung fünf Rubel auszahlen“. Ab 1788 wurde die Edelsteinsuche intensiviert; seit dieser Zeit werden die Berge Obwinskaja, Lukawaja und Wyssokaja als Scherlowaja Gora zusammengefasst (von russisch scherl für das Mineral Schörl aus der Turmalingruppe und gora für Berg, also Schörlberg). Es existierte eine kleine Bergarbeitersiedlung gleichen Namens. In den 1820er Jahren wurde der Bergbau auf Schmucksteine eingestellt.
Nachdem ab 1897 die Chinesische Osteisenbahn, Teil der ursprünglichen Strecke der Transsibirischen Eisenbahn, durch die Gegend gebaut und auf diesem Abschnitt am 25. Oktober 1901 in Betrieb genommen wurde, begann in größerem Maßstab der Abbau von Beryllium- und Bismuterzen, der bis 1932 andauerte. Nach der Entdeckung einer Kassiteritlagerstätte im Jahre 1928 nahm jedoch 1932 ein neues Bergwerk für Zinnerze den Betrieb auf.
Seit 1908 wurde zudem die bei den Erkundungsarbeiten für den Eisenbahnbau entdeckte Kohlelagerstätte Charanor genutzt. Diese Förderung im Untertagebau wurde 1928 auf Grund von Bränden eingestellt. 1957 nahm man die Kohlegewinnung im Tagebau Kukulbeiski wieder auf; 1970 im bis heute produzierenden Charanorski.
1938 wurde dem Ort der Status einer Siedlung städtischen Typs verliehen.

### Bevölkerungsentwicklung
| Jahr | Einwohner |
| ---- | --------- |
| 1939 | 4.537     |
| 1959 | 12.986    |
| 1970 | 14.628    |
| 1979 | 15.375    |
| 1989 | 17.509    |
| 2002 | 14.623    |
| 2010 | 12.489    |

Anmerkung: Volkszählungsdaten

## Wirtschaft und Infrastruktur
Scherlowaja Gora ist Bergbauzentrum. In den Bergen nordwestlich der Siedlung werden in Tagebauen Zinnerze abgebaut, in der Ebene nordöstlich des Ortes im Tagebau Charanorski – Braunkohle, die zur Stromerzeugung im gleichnamigen Wärmekraftwerk beim einige Dutzend Kilometer nordwestlich gelegenen Ort Jasnogorsk dient, das der OGK-3 gehört. In Scherlowaja Gora selbst gibt es seit 1956 ebenfalls ein kleineres Wärmekraftwerk.
In Scherlowaja Gora befinden sich zwei Stationen der ehemaligen Chinesische Osteisenbahn, heute Strecke Karymskaja–Sabaikalsk/chinesische Grenze: Schachtjorskaja (Streckenkilometer 6517 ab Moskau; Verladebahnhof für Kohle aus dem Tagebau Charanorski) und Scherlowaja (km 6524). Anfang der 1930er Jahre errichtete man von letzterer, damals noch Rasjesd No. 79 (Ausweichstelle Nr. 79) genannt, ausgehend eine strategische Schmalspurbahn zur mongolischen Grenze bei Solowjowsk, die aber bereits zwischen 1939 und 1941 nach den Erfahrungen des Chalchin-Gol-Konflikts durch eine in Borsja beginnende Breitspurstrecke ersetzt wurde.
Durch Scherlowaja Gora führt auch die zur chinesischen Grenze führende, der Bahnstrecke folgende Fernstraße A166.